# Luzonichthys
Luzonichthys ist eine Fischgattung aus der Gruppe der Fahnenbarsche (Anthiadidae), die im tropischen und subtropischen westlichen Indopazifik vorkommt. Luzonichthys-Arten sind Schwarmfische, die in Tiefen von 40 bis 100 Metern an der Basis der Korallenriffe leben.

## Merkmale
Es sind sehr kleine Fahnenbarsche, die nicht einmal eine Länge von sieben Zentimetern erreichen. Im Unterschied zu den anderen Fahnenbarschgattungen ist die Rückenflosse bei Luzonichthys vollständig in einen hart- und einen weichstrahligen Abschnitt getrennt. Sie haben nur zwei Stacheln auf den Kiemendeckeln (3 bei den meisten anderen) und relativ viele Wirbel (11+15). Die Seitenlinie ist vollständig. Die Maxillare ist beschuppt. Supramaxillaria fehlen. Jeder Kiefer ist mit einer Reihe sehr kleiner Zähne besetzt. Das Palatinum ist ebenfalls mit einer oder zwei Reihen winziger Zähne besetzt. Das hintere Ende des Präoperculums ist gesägt, das untere glatt. Die Schwanzflosse ist halbmondförmig und wird von 13 verzweigten Flossenstrahlen gestützt.
Wie verschiedene gemeinsame morphologische Merkmale nahelegen, ist Luzonichthys wahrscheinlich nah mit den Gattungen Anatolanthias und Rabaulichthys verwandt und bildet mit diesen Gattungen eine monophyletische Klade innerhalb der Fahnenbarsche.

## Arten

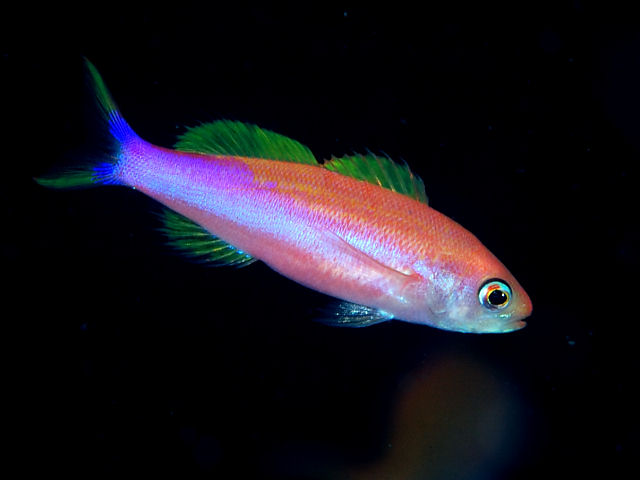
Luzonichthys taeniatus

Zur Gattung Luzonichthys gehören acht Arten:
- Luzonichthys earlei Randall, 1981
- Luzonichthys kiomeamea Shepherd et al., 2019
- Luzonichthys microlepis (Smith, 1955)
- Luzonichthys seaver Copus et al., 2015
- Luzonichthys taeniatus Randall & McCosker, 1992
- Luzonichthys waitei (Fowler, 1931)
- Luzonichthys whitleyi (Smith, 1955)
- Luzonichthys williamsi Randall & McCosker, 1992

## Belege
1. 1 2  Paolo Parenti u. John E. Randall: An annotated checklist of the fishes of the family Serranidae of the world with description of two new related families of fishes. FishTaxa (2020) 15: 1–170. S. 17–19.
2. 1 2  Margaret M. Smith, Phillip C. Heemstra: Smiths’ Sea Fishes Springer, 1986, ISBN 978-3540168515, S. 513.
3. ↑  Joshua M. Copus, Cassie A Ka'apu-Lyons, Richard L. Pyle (2015). Luzonichthys seaver, a new species of Anthiinae (Perciformes, Serranidae) from Pohnpei, Micronesia. Biodiversity Data Journal. 3: e4902. doi:10.3897/bdj.3.e4902
4. ↑  William D. Anderson, Phillip C. Heemstra: Review of Atlantic and eastern Pacific Anthiine fishes (Teleostei: Perciformes: Serranidae), with descriptions of two new genera. In: Transactions of the American Philosophical Society, New Series. Band 102, Nr. 2, 2012, S. 1–173, S. 119 u. 120
5. ↑  Phillip C. Heemstra u. K.V. Akhilesh: Review of the anthiine fish genus Pseudanthias (Perciformes: Serranidae) of the western Indian Ocean, with description of a new species and a key to the species. aqua, International Journal of Ichthy, Vol. 18, No. 3, Juli 2012, PDF
6. ↑  Luzonichthys auf Fishbase.org (englisch)